# Ove König
Nils Ove König (ur. 25 czerwca 1950 w Askersund, zm. 23 lipca 2020 w Alingsås) – szwedzki łyżwiarz szybki, srebrny medalista mistrzostw świata.

## Kariera
Największy sukces w karierze Ove König osiągnął w 1971 roku, kiedy wywalczył srebrny medal podczas mistrzostw świata w wieloboju sprinterskim w Inzell. W zawodach tych rozdzielił na podium Erharda Kellera z RFN i Arda Schenka z Holandii. Był to pierwszy medal dla Szwecji w tej konkurencji. Jednocześnie był to jedyny medal wywalczony przez niego na międzynarodowej imprezie tej rangi. W tej samej konkurencji był też piąty na sprinterskich mistrzostwach świata w Eskilstunie w 1972 roku i ósmy na rozgrywanych dwa lata wcześniej mistrzostwach świata w West Allis. W 1972 roku wziął udział w igrzyskach olimpijskich w Sapporo, gdzie w swoim jedynym starcie, biegu na 500 m, zajął siódmą pozycję. W 1974 roku zakończył karierę.
Jego brat, Bo König, również był panczenistą.